# Belletristik
Belletristik (af fr. belles lettres, "skønlitteratur") er et længe forældet tysk fransksproget udtryk fra 1700-tallet.
Det dækker poetiske frembringelser på vers eller prosa, underholdningslitteraturen, føljetoner, den æstetiske og litterære døgnkritik osv. Dvs. den del af litteraturen, der ikke tjener religiøse, videnskabelige eller praktiske formål.
Som belletristisk betegnes hvad der hører ind under belletristik, og en belletrist er en forfatter af belletristiske arbejder.